# Karácsonyi horror
A karácsonyi horror egy fiktív és egy filmes műfaj, amely a horror elemeit egy ünnepi környezetbe emeli át. Ez a műfaj jellemzően a karácsonyi ünnepekhez kapcsolódó szokásos hangulatot sötét és félelmetes elemekkel ötvözi, így létrehozva egy különleges kontrasztot az ünnepi öröm és a borzalom között.

## Eredete és története
A műfaj a brit téli évszakhoz kötött hagyományok része, amely a téli napfordulós ünnepségekre nyúlik vissza. A Hollywood Reporter megemlíti, hogy a műfaj összefonódik a tél halálának és a tavasz újjászületésének korai hagyományával, és Shakespeare 1623-as A téli rege című művét említi a műfaj előfutáraként.
Charles Dickens 1843-as Karácsonyi éneke (A Christmas Carol) a műfaj korai példája a műfajban, amely a British Film Institute szerint „örökre összekötötte az ünnepi szezont a műfajjal”. Dickens más karácsonyi környezetben játszódó szellem történeteket is írt, például az 1866-os A jelzőtáblás (:The_Signal-Man) című művét.
M. R. James az 1900-as évek elején írt szellem történeteket, amelyeket karácsonyi időszakban olvasott fel barátainak, mint egy a hagyomány részeként, hogy szórakoztassa őket az ünnepek alatt. 1954-ben az amerikai EC Comics kiadott egy Vault of Horror című kötetet, amelynek címe „...And All Through the House” volt, és egy gyilkosról szólt, aki Mikulásnak öltözött.
A horror elemei már az 1900-as évek elején jelen voltak a karácsonyi témájú filmekben. Korai példák közé tartozik Wladyslaw Starewicz Karácsonyi este (Christmas Eve, 1913), Victor Sjöström A fantom kocsi (The_Phantom_Carriage, 1921) és Christian-Jaque Ki ölte meg a Mikulást? Who Killed Santa Claus, 1941).
A filmsorozat teljes mértékben az 1970-es években alakult ki, és vitákat generált. A modern karácsonyi horror műfaj korai példái közé tartozik az 1971-es Whoever_Slew_Auntie_Roo? és az 1972-es Silent Night, Bloody Night. A Tales from the Crypt (1972) a Vault of Horror című „...And All Through the House” történetén alapult, és ez volt az első film, amelyben gyilkos Mikulásnak öltözött.
Az 1974-es Black Christmas a műfaj befolyásos klasszikusának számít, és Stephen Thrower szerint általában az 1978-as Halloween előfutárának tekintik. A műfaj az 1970-es évek végén és az 1980-as évek elején, a slasher filmek sokasodásának közepette néhány évre háttérbe szorult, de 1984-ben a |Gremlins és a |Silent Night, Deadly Night révén újraéledt, és a későbbi 1980-as évektől egészen a 2010-es évek végéig folytatódott.

## Konvenciók
A karácsonyi horror műfaja tipikusan a horror elemeit ütközteti a közösség évszakokhoz kötött elvárásaival, amelyek a béke és kedvesség időszakára vonatkoznak. A műfaj jellemzője a nosztalgikus karácsonyi téma, amely általában havat, ikonikus díszeket és zenét, csillogó fényeket és karácsonyi énekeseket vonultat fel, mindezek célja, hogy először a békét idézzék elő, majd terrorérzetet keltsenek.
A karácsonyi horror regények és filmek gyakran építenek a különböző karácsonyi mesélési hagyományok horror elemeire, mint például Krampusz és Perchta Közép-Európából, valamint az izlandi Gryla, akik a rosszalkodókat büntetik, néha Mikulással együttműködve, és a Délkelet-Európa Kallikantzaroi, akik zűrzavart okoznak az ünnepi időszakban. Gyakoriak azok a művek, amelyekben a gyilkos Mikulásnak öltözik, míg az olyanok, amelyekben a valódi Mikulás követ el erőszakot, ritkák, de léteznek.

## Népszerűsége
Paste összekapcsolta a műfaj népszerűségét az erőszak és félelem ütköztetésével egy olyan évszakban, amelyet általában a különös kedvességgel való bánásmód időszakának tartanak. Azt mondta, hogy "a vérfürdőt a karácsony tiszta, féltve őrzött szellemének ellenébe állítani mindig is egy bizonyos szintű szándékos sértést keresett, mert mindig voltak olyanok, akik nagyon komolyan vették az ünnep arculatának védelmét. Talán ennek az intézménynek a lerombolása (vagy legalábbis határainak feszegetése) egyszerűen túl csábító ahhoz, hogy ellenálljunk."
A Hollywood Reporter azt feltételezte, hogy a műfaj vonzereje azt tükrözi, hogy "a karácsony nem mindenki számára a legboldogabb időszak az évben", és hogy ez "módot ad arra, hogy legyőzzük és kontrollt kapjunk a kevésbé örömteli aspektusokon, amelyek beszivárognak az ünnepbe."
Az NPR szerint a műfaj relatabilitása nyilvánvalónak tűnik: "Nem túl nehéz azt állítani, hogy a karácsonyi történetek ijesztőek lehetnek ... az a nagy ember, aki éjfélkor belopakodik az otthonodba, miután egész évben figyelt téged. Nem csoda, hogy létezik egy egész karácsonyi témájú horrorfilm műfaj."
Matthew DuPée, A Scary Little Christmas: A History of Yuletide Horror Films című könyvének szerzője szerint a műfaj népszerűségét az magyarázza, hogy a nézők "izgalmas alternatívát kerestek a Hallmark Channel-en található, túl édes, megható karácsonyi filmekkel szemben."
A karácsonyi horror műfajában több országban találhatók példák. Dick Maas 2010-es Sint című filmje vitát váltott ki a holland konzervatívok körében. Kanadai filmek közé tartozik például The Brain, Decoys és The Lodge. Izlandon készült az Unholy Night, Finnországban pedig a Rare Exports. Francia, spanyol, belga és bollywoodi filmipar is készített műfajba illő alkotásokat.

## A műfaj ellentmondásossága
Miközben sok kritikus elítélte a horror műfajt, különösen a slasher műfajt, az Silent Night, Deadly Night 1984-es megjelenése – annak ellenére, hogy ugyanabban az évben jelent meg a Don't Open till Christmas című film is – tüntetéseket váltott ki. Ezeket a reklámanyagok szították, amelyek egy gyilkos Mikulást ábrázoltak a következő szlogennel: „Tudja, mikor voltál rossz!” A film televíziós reklámjának hat változatát kellett benyújtani a Mozgókép Szövetség reklámkódex-adminisztrációjának jóváhagyásra, mire végül elfogadták.
A film különlegessége abban is rejlik, hogy teljes mértékben beépítette a karácsonyt, és különösen a Mikulást a cselekménybe. Michael Gingold, a Fangoria szerkesztője szerint a film „jelenetről jelenetre bemutatja a karácsony iránti gyűlöletet."
A Going to Pieces: The Rise and Fall of the Slasher Film című 2006-os dokumentumfilm szerint ez a film „gyújtóponttá vált, tüntetéseket indítva országszerte.” A filmet a TriStar Pictures 1984 novemberében mutatta be a Keleti Parton és a Középnyugaton, de a tüntetések és az országos média figyelme miatt egy héttel később levették a forgalomból. Néhány mozi továbbra is vetítette, például Buffalóban és Bostonban.
Később az Aquarius Film Releasing újra bemutatta a filmet olyan promóciós anyagokkal, amelyek arra összpontosítottak, hogy a film annyira felháborító volt, hogy „szülők mindenhol megpróbálták betiltani,” és minden Mikulást vagy karácsonyi utalást mellőztek.

## Lásd még
- Karácsonyi filmek listája